# نقل البلاط البرتغالي إلى البرازيل

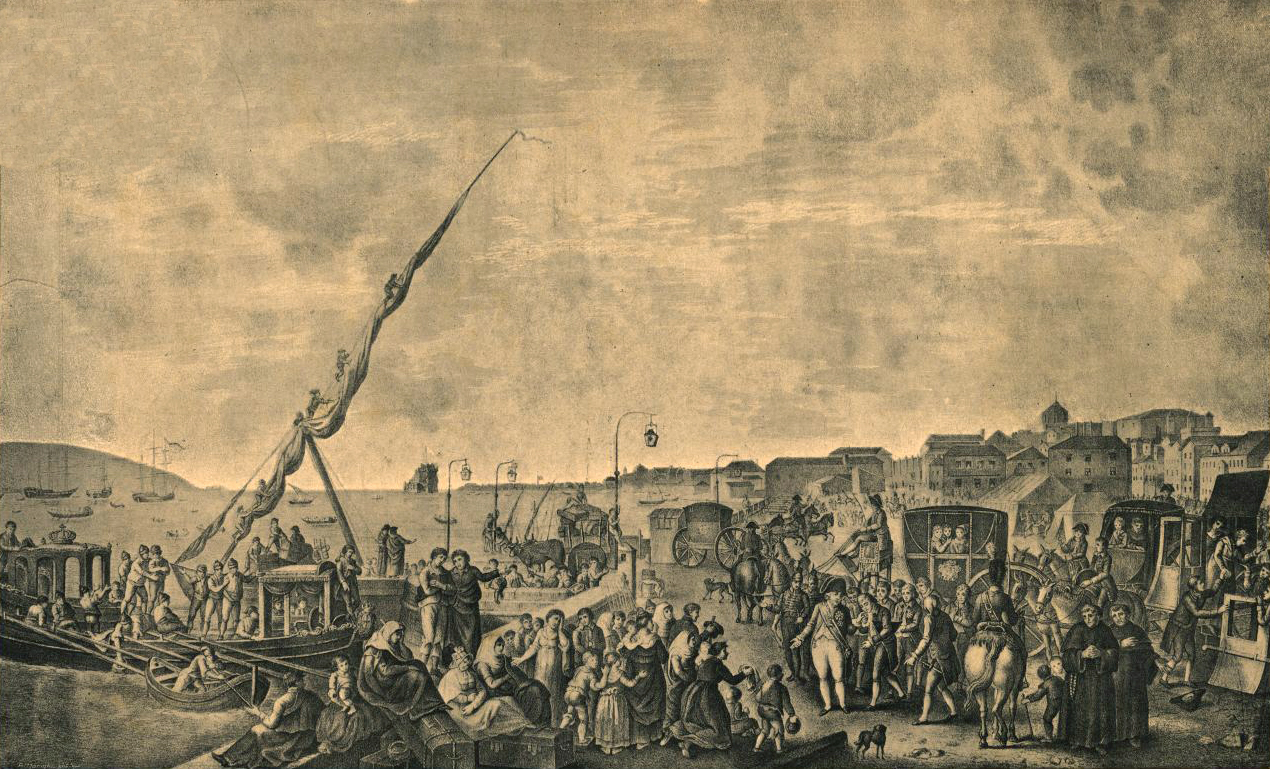
رحيل العائلة المالكة وحاشية عن البرتغال.

نقل البلاط البرتغالي نحو البرازيل يُشير هذا الحدث إلى فرار العائلة المالكة براغانزا وحاشيتها التي يقرب عددهم من 15,000 شخص من لشبونة في 29 نوفمبر 1807، بحيث غادرت العائلة المالكة براغانزا إلى المستعمرة البرتغالية الكبرى البرازيل قبل أيام من غزو القوات النابليونية للشبونة في 1 ديسمبر، بقى التاج البرتغالي في البرازيل منذ 1808 حتى الثورة الليبرالية عام 1820 التي أدت إلى عودة الملك جواو السادس في 26 أبريل 1821،:321 بعد ثلاثة عشر عاماً في ريو دي جانيرو أصبحت بمثابة عاصمة لمملكة البرتغال في ما يسميه بعض المؤرخين «عكس الحضارة» (أي أن المستعمرة مارست الحكم على كامل الإمبراطورية البرتغالية).

## التاريخ
في عام 1807 بدأت الحرب في شبه الجزيرة الايبرية، غزت قوات النابليونية البرتغال بسبب تحالفهم مع بريطانيا العظمى، كان حاكم الوصي للبرتغال آنذاك جواو أمير البرازيل الذي كان يحكم البلاد رسمياً نيابة عن والدته منذ 1799، توقع غزو جيش نابليون، لهذا أمر الأمير جواو بنقل البلاط الملكي البرتغالي نحو البرازيل قبل أن يصبح مخلوعاً، ابحر إلى البرازيل منذ 29 تشرين الثاني/نوفمبر بعد تردد كثير، أبحرت حاشيته الملكية معه تحت حماية البحرية الملكية البريطانية بقيادة الأميرال السير سيدني سميث، وفي 5 كانون الأول/ديسمبر أثناء وصولهم إلى منتصف الطريق تقريباً بين لشبونة وماديرا، عاد سيدني سميث ـ جنباً إلى جنب مع المبعوث البريطاني نحو لشبونة وأوروبا القارية مع جزء من الأسطول البريطاني، بينما واصل جراهام مور هو بحار وضابط بالبحرية الملكية البريطانية، مرافقة العائلة المالكة البرتغالية إلى البرازيل مع السفن مارلبورو. :97

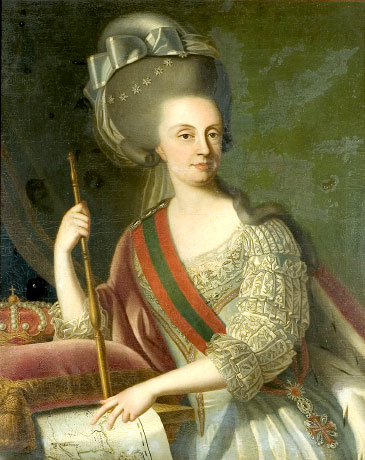
ماري الأولى ملكة المملكة المتحدة للبرتغال والبرازيل والغرب

في 22 يناير 1808 وصل جواو وحاشيته إلي السلفادور العاصمة السابقة للمستعمرة، وهناك وقع الأمير جواو على اتفاق لافتتاح التجارة بين البرازيل و«الدول الصديقة» أمثال: المملكة المتحدة، هذا القانون الجديد كان يخرق الاتفاق الاستعماري الذي يسمح للبرازيل للحفاظ على علاقات تجارية مباشرة مع البرتغال فقط، لهذا تمت مفاوضات سرية في لندن في عام 1807 من قبل السفير البرتغالي دومينغوس أنطونيو دي سوزا كوتينيو بضمان الحماية العسكرية البريطانية في مقابل حصول البريطانيين على الموانئ في البرازيل وماديرا كقواعد بحرية، مهدت المفاوضات السرية الطريق لكوتينيو في عبور قانون الأمير جواو ليؤتي ثماره في عام 1808.
في 7 مارس 1808 وصل البلاط أخيراً إلي ريو دي جانيرو العاصمة الجديدة للمستعمرة، وفي 16 ديسمبر عام 1815 أنشأ جواو المملكة المتحدة للبرتغال والبرازيل والغرب، بعد أن ارقى البرازيل لنفس مرتبة البرتغال وزيادة الاستقلال الإداري للبرازيل، وانتخاب ممثلين عن البرازيليين في المحاكم الدستورية البرتغالية (بالبرتغالية: Cortes Constitucionais Portuguesas‏)، وفي عام 1816 توفيت الملكة ماريا، صار الأمير جواو السادس ملك المملكة المتحدة للبرتغال والبرازيل والغرب، بعد عدة تأخيرات عمل حفل التتويج في مكانه في ريو دي جانيرو في عام 1818.
من بين التدابير الهامة التي اتخذها جواو السادس في السنوات التي قضاها في البرازيل خلق حوافز للتجارة والصناعة، مما سمح للصحف والكتب التي سيتم طباعتها، وإنشاء مدرستين للطبابة، وإنشاء الأكاديميات العسكرية، وإنشاء أول بنك البرازيل في ريو دي جانيرو أسس أيضا مصنع للبارود، وحديقة نباتية، وأكاديمية الفنون الجميلة (بالبرتغالية: Nacional de Belas Artes‏)، ودار الأوبرا (مسرح ساو جواو)، ساهمت كل هذه التدابير في استقلال البرازيل لاحقاً عن البرتغال.
نظرا لغياب الملك والاستقلال الاقتصادي للبرازيل، ودخلت البرتغال أزمة سياسية حادة ملزمةً جواو السادس والأسرة المالكة للعودة إلى البرتغال في عام 1821، وريث جواو السادس الأمير بيدرو بقي في البرازيل، بعد العودة طالب البلاط البرتغالي برجوع البرازيل إلى الوضع السابق كمستعمرة وعودة ولي العهد إليها، إلا أن الأمير بيدرو رفض العودة إلى البرتغال (9 يناير 1822)،  وجاء الاستقلال السياسي في 7 سبتمبر 1822 وتوج الأمير إمبراطوراً في ريو دي جانيرو الدوم بيدرو الأول، وبذلك انتهي 322 عاماً من الهيمنة الاستعمارية البرتغالية على البرازيل، اعترفت البرتغال باستقلال البرازيل عنها بضغط من حليفتها بريطانيا عام 1825 من خلال معاهدة ريو دي جانيرو.